# Közép-anatóliai régió

A Közép-anatóliai régió Törökország regionális térképén

A Közép-anatóliai régió, vagy İç Anadolu Törökország egyik régiója, az Égei-tengeri régiótól húzódik kelet felé, egészen addig, amíg a két hegyvonulat találkozik. Az anatóliai száraz fennsíkok adják az ország szívét. A magasság itt átlagosan 600 és 1200 méter között váltakozik. A két legnagyobb fennsík a Konya-medence és a Tuz-tó medencéje. Erdő itt csak az északnyugati illetve északkeleti részeken található. A fő termény a búza. Termesztenek még árpát, kukoricát, gyümölcsféléket, szőlőt, mákot, cukornádat, rózsát és dohányt is. A területen elterjedt a legeltető állattenyésztés (főként juh és kecske).
Közép-Anatóliában kevés a csapadék, kb. 300 milliméter, ráadásul kiszámíthahatlan, ami sokszor megviseli a növénytermesztést. A túlzott legeltetés miatt a talajerózió egyre több kárt okoz. Nyaranta gyakran vannak porviharok a térségben. A nyarak rendkívül forróak és szárazak, a telek hidegek, sok hóval.

## Tartományok

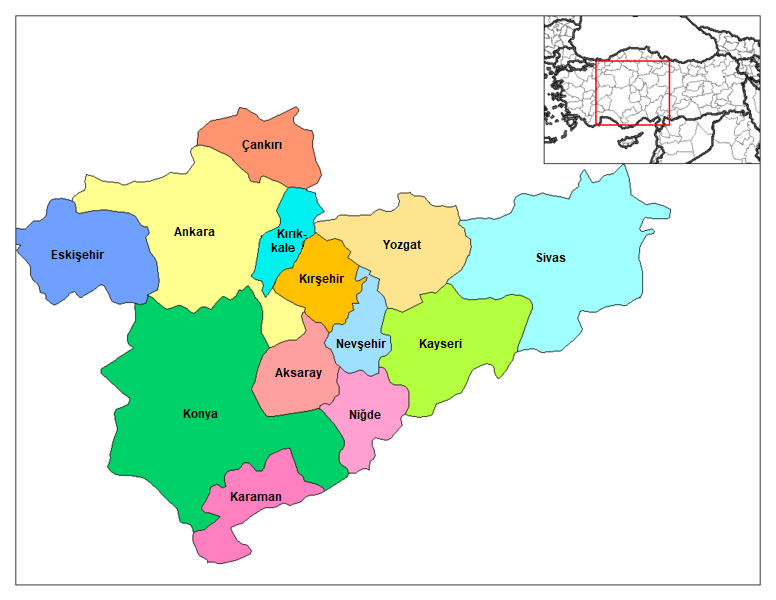
A régió tartományai

- Aksaray
- Ankara
- Çankırı
- Eskişehir
- Karaman
- Kayseri
- Kırıkkale
- Kırşehir
- Konya
- Nevşehir
- Niğde
- Sivas
- Yozgat

## Tájegységek
A Közép-anatóliai régió négy tájegységből áll:
Konya tájegység
Felső-Sakarya
Közép-Kızılırmak
Felső-Kızılırmak

## Külső hivatkozások

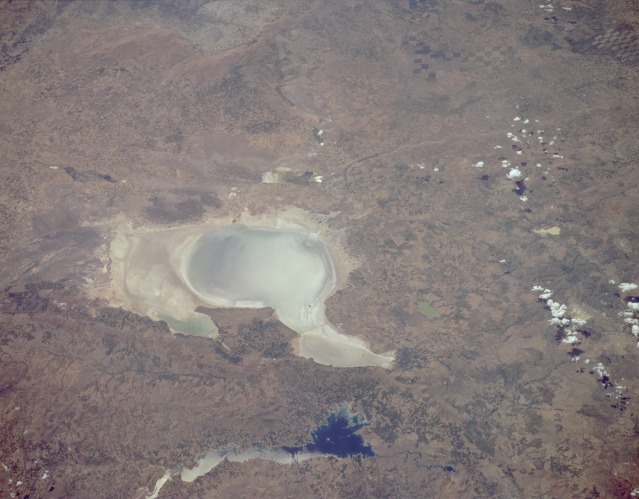
A Tuz-tó (Sós tó) a NASA légifelvételén; jól látszik a tó körül a lerakódott só.

- Közép-Anatólia (angolul)
- TrekEarth fotók (angolul)